# Апакидзе, Илья Константинович
Илья Константинович Апакидзе (1907 год, село Шрома, Сигнахский уезд, Тифлисская губерния, Российская империя — неизвестно, село Шрома, Лагодехский район, Грузинская ССР – ?) — бригадир колхоза «Шрома» Лагодехского района, Грузинская ССР. Герой Социалистического Труда (1949).

## Биография
Родился в 1907 году в крестьянской семье в селе Шрома Сигнахского уезда (сегодня — Лагодехский муниципалитет). После окончания местной начальной школы трудился в личном сельском хозяйстве. Во время коллективизации вступил в местный колхоз «Шрома» Лагодехского района, председателем которого с 1940-х годов был Эраст Георгиевич Самаргвелиани. В послевоенные годы возглавлял табаководческое звено.
В 1948 году бригада под его руководством собрала в среднем с каждого гектара по 34,2 центнера табачного листа сорта «Самсун» с 6,2 гектаров. Указом Президиума Верховного Совета СССР от 3 мая 1949 года удостоен звания Героя Социалистического Труда за «получение высоких урожаев кукурузы и табака в 1948 года» с вручением ордена Ленина и золотой медали «Серп и Молот» (№ 3485).
Этим же Указом званием Героя Социалистического Труда были награждены агроном колхоза Шалва Николаевич Ломидзе и три колхозника, в том числе бригадиры Николай Иванович Заврашвили и Илья Бессарионович Натрошвили (лишён звания в 1962 году).
После выхода на пенсию проживал в родном селе Шрома. Дата его смерти не установлена.